# Тульский автобус
Тульский автобус — сеть автобусных маршрутов города Тулы.

## Официальная организация
Эксплуатацию городской автобусной сети с начала 2012 года монопольно осуществляет МКП «Тулгорэлектротранс». Автобусный парк предприятия находится по адресу: Новомосковское шоссе 52А. С 2019 года монополия МКП «Тулгорэлектротранс» на автобусные перевозки была прекращена из-за привлечения субподрядных организаций и других перевозчиков. В итоге маршруты 23,25,27,44 были переданы «Контроль автосервис» из Московской области с привлечением в город Тулу 20 автобусов Нижегородец-VSN700 и ЛиАЗ-5292.65. Маршрут 18 стал обслуживаться совместно с Тульскими автобусными линиями. Новые маршруты 71 и 72 обслуживает ИП «Краева».

## История
Тульский автобус был первым видом общественного транспорта, запущенным в городе после установления советской власти. В первые годы использовали переоборудованные грузовики. Первым настоящим автобусом был 14-местный АМО на шасси американского грузовика «Уайт».
Первый автобусный маршрут прошел по центральным улицам города от улицы Каминской до Курского (ныне Московского) вокзала. В том же году был запущен автобус в Заречье (спустя несколько лет по этим трассам пройдут первые линии трамвая).
В 1933 году на улице Крестьянского Интернационала (ныне Коминтерна) был открыт специализированный автобусный парк. Общая протяженность маршрутов к тому времени возросла до 18,6 км. В конце 1920-х — начале 1930-х годов автобусы курсировали на пяти городских и одном пригородном маршруте (Тула — Ясная Поляна). По мере бурного развития трамвая и охвата им всех районов города, автобусы перешли на пригородные маршруты до Щёкино, Крапивны, Севрюково, Плеханово.
Плохое состояние дорожного полотна привело к тому, что уже в 1934 году автобусный парк имел в наличии только 4 машины. Ситуацию удалось несколько улучшить в предвоенные годы. В годы войны все автобусы были мобилизованы для нужд фронта, и автобусное сообщение удалось возобновить только в 1946 году. В город пришло 20 автобусов. Для их обслуживания была создана автоколонна на улице Сойфера.
В 1948 году пассажирскую автоколонну перевели в гараж на улице Коминтерна. В колонне имелось 65 автобусов ГАЗ-03-30, ЗИС-5, ЗИС-8. В начале 1949 года в город поступили автобусы ЗИС-154. К 1951 году в Туле действовало уже четыре автобусных линии. К 1957 году парк автобусов вырос до 170 единиц.
По мере застройки Тулы автобус первым приходил на его окраины и в пригородные посёлки. По мере постройки новых линий трамвая и троллейбуса, автобусные маршруты неоднократно менялись.
В 1968 году автоколонна № 21 была разделена на два пассажирских предприятия — автоколонну № 1809 (а/к № 1809), которая разместилась в новом гараже на Новомосковском шоссе, и пассажирские автотранспортное предприятие № 3 (ПАТП № 3), оставшееся на улице Коминтерна. Автобусный парк на Новомосковском шоссе стал специализироваться в основном на эксплуатации автобусов венгерского производства — вначале Ikarus 556 и Ikarus 180, а затем Ikarus 260 и Ikarus 280. За ПАТП № 3 были закреплены машины отечественного производства — сначала ЗИЛ-158, а потом ЛиАЗ-677, ЛАЗ-695.
К концу 1980-х годов в Туле действовало 23 городских маршрута общей протяженностью 303 км, на которые выходило 206 автобусов. Городские маршруты были распределены между предприятиями следующим образом.
А/к 1809 обслуживала следующие маршруты:
- 1 Таксопарк — Горелки;
- 3 ул. Металлистов — Стадион Металлург;
- 4 ул. Металлистов — НПО Тулачермет;
- 5 ул. Металлистов — Областная больница;
- 12 Завод РТИ — Завод Штамп(до 1988 года);
- 13 Московский Вокзал — Новомосковское шоссе 7 км;
- 16 Московский Вокзал — Областная больница (с 1988 года);
- 18 Автовокзал — Областная больница;
- 19 Юго-восточный микрорайон (ул: Новомосковская) — Областная больница;
- 20 НПО Тулачермет — Областная больница;
- 22 Московский Вокзал — ул. Рязанская;
- 23 Завод Штамп — Областная больница;
- 24 Малые Гончары — НПО Тулачермет.

ПАТП 3 обслуживала следующие маршруты:
- 2 Московский Вокзал — пос. Лихвинка;
- 6 Завод РТИ — 12й Клинской проезд;
- 7 Завод РТИ -ул. Ствольная;
- 8 ул: Ствольная — Пивкомбинат;
- 9 Завод РТИ — пос. Октябрьский (туда по ул. Болдина, Первомайской. Обратно по пр. Ленина) ;
- 10 Московский Вокзал — Завод торгового оборудования;
- 11 Завод РТИ — пос. Октябрьский (туда по пр. Ленина. Обратно по ул. Болдина, Первомайской) ;
- 12 Завод РТИ — Завод Штамп (с 1988 года);
- 14 Московский Вокзал — пос. Михалково;
- 15 Завод РТИ — Пивкомбинат ,
- 16 Московский Вокзал — Областная больница (до 1988 года),
- 21 Малые Гончары — Комбайновый Завод.

1990-е годы стали трудным испытанием для тульского автобуса. Не хватало запасных частей, срок службы автобусов подходил к концу. Акционирование ПАТП-3 и А/К-1809 негативно повлияла на их работу — автобусный транспорт не был самоокупаем, и организации несли убытки, не пополняемые городским бюджетом. Оба предприятия вскоре были ликвидированы в связи с банкротством. Было создано новое предприятие — МП «Горавтотранс».
В середине 1990-х — начале 2000-х годы были закуплены большие партии б/у автобусов из Германии (Mercedes-Benz O305 и MAN SL200 и Франции Renault PR100, Renault PR180, Renault SC10, Heuliez GX44, Heuliez GX107 и один Heuliez O305, в том числе шарнирно-сочлененные). К середине 2000-х гг. в Туле не осталось ни одного автобуса марки Ikarus.
С 1998 по 2002 год в Туле действовало совместное российско-чешское предприятие ЗАО «ЧСАД — Горавтотранс Тула», которое эксплуатировала на нескольких городских маршрутах автобусы Karosa C 735. После ликвидации предприятия данные автобусы были переданы МП «Горавтотранс» и вскоре были сняты с линии.
В 2004 году, после ликвидации МП «Горавтотранс» и передачи маршрутов новообразованному ООО «Тулапассажиртранс», в Тулу стали поступать новые ЛиАЗ-5256. Автобусный парк нового предприятия находился в Горелках, на территории бывшей грузовой автоколонны ПОГАТ.

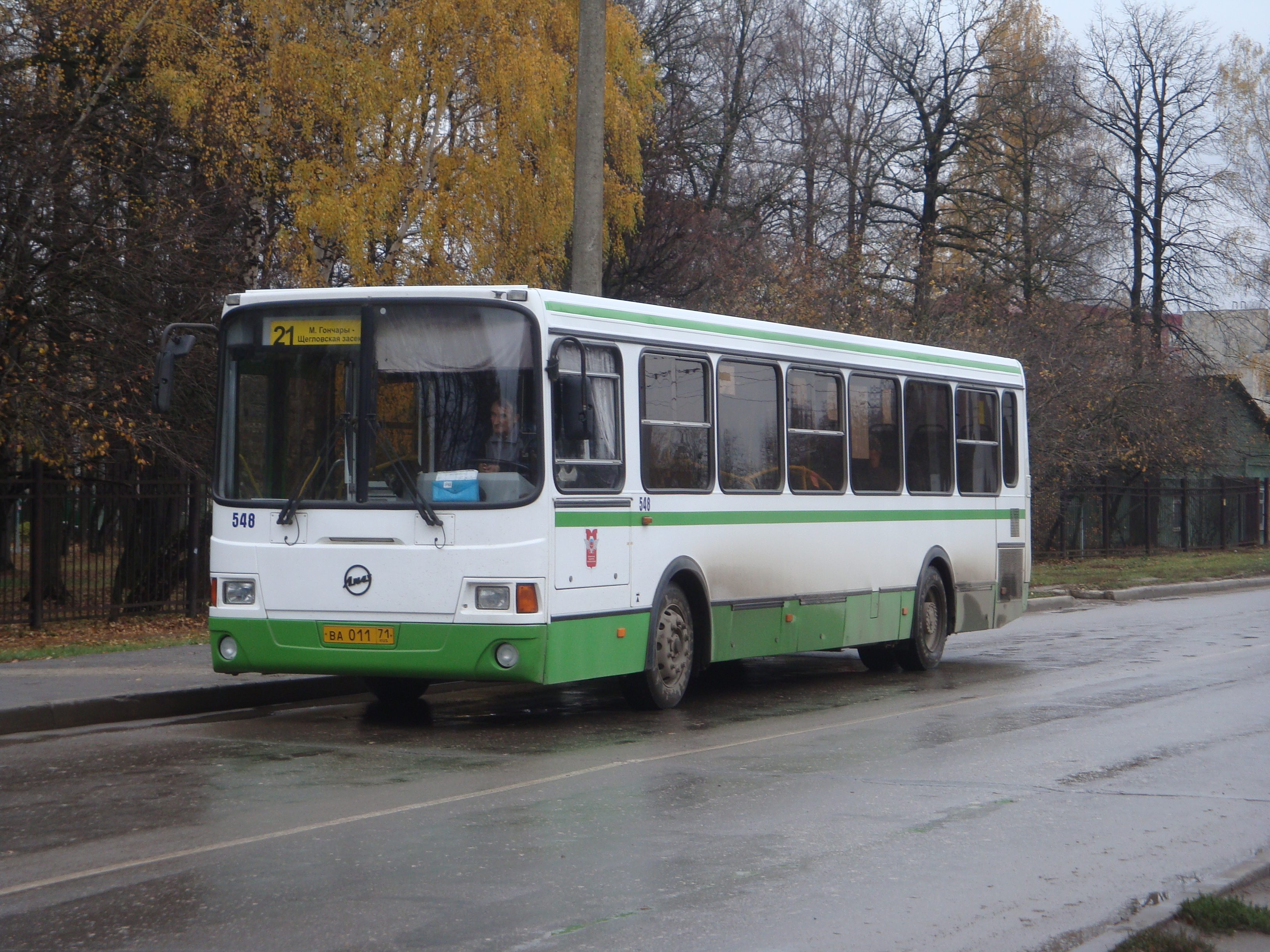
ЛиАЗ-5256.26 на остановке «Щегловская засека»

В 2006 году муниципальные автобусы, на которые не была продлена аренда, были переданы МУП «Тулгорэлектротранс», которое вскоре также начало приобретать ЛиАЗ-5256. Импортные автобусы стали выводиться из эксплуатации, последний бывший в употреблении автобус был списан в ноябре 2010 года.
В 2010 году все автобусные маршруты «Тулапассажиртранса» были переданы «Тулаавтотрансу». С 1 января 2011 года маршруты 10, 20, 36а и 44 получили статус пригородных и новую нумерацию. В конце 2011 года отменены маршруты 9, 14, 29 и 29Т, все городские маршруты переданы МУП «Тулгорэлектротранс».
В мае 2013 года поступили первые 6 новых автобусов НефАЗ-5299 с двигателями, работающими на метане. В феврале 2014 года поступило ещё 10 таких автобусов, но в рестайлинговой версии; в последующем партии таких автобусов приходили также в марте 2014 года (10 машин), в апреле 2014 года (29 машин), мае 2014 года (1 машина) и декабре 2014 года (30 машин).
С 1 июля 2013 введён маршрут № 27А, а вскоре — № 3 (на период ремонта моста на Калужском шоссе). С 1 октября 2013 были изменены маршруты № 13, 16, 18, 25 и закрыт № 37.
В начале декабря 2013 года МУП «Тулгорэлектротранс» получил 24 новых низкопольных автобуса ПАЗ-3237 вместимостью 55 человек. В начале 2014 года ожидается поступление ещё 25 автобусов этой модели. В общей сложности в 2014 году предполагается закупить 100 новых автобусов.
С 1 января 2014 изменены маршруты № 13, 16, 18, 25, 27А, 38. С 1 января 2015 года продлены маршруты № 16, 21, 36, изменён № 11 (в апреле маршрут вернулся на старую трассу), № 146 был возвращён к № 36а, а № 148 получил № 44. Также с 1 января 2015 года были организованы ночные рейсы по маршрутам № 16 и 18, которые оказались нерентабельными и были отменены в январе 2016 года.
В апреле 2015 года в связи с финансовыми проблемами выпуск автобусов на линию был сокращен.
1 января 2016 года прошла очередная реформа, в ходе которой появились 5 новых маршрутов, а часть уже существующих изменилась[значимость факта?].
22 июня 2018 года на предприятие «Тулгорэлектротранс» поступил новый городской низкопольный электробус Volgabus-5270.E0. С 25 июня по 8 июля электробус тестировали на городских улицах. Он работал на 12-м маршруте троллейбуса (до Косой Горы) и на 11-м маршруте (до Скуратово).
14 октября 2019 года в Тулу из Москвы поступили 30 автобусов ЛиАЗ-5292.
С 13 октября 2020 года запущен новый автобусный маршрут № 7. Маршрут разработан в связи с вводом в эксплуатацию второй очереди Восточного обвода для транспортного обеспечения жителей строящихся прилегающих микрорайонов.
1 января 2021 года на городские маршруты Тулы вышли первые автобусы ЛиАЗ-4292.60 (1-2-1).
26 января 2021 года открылся новый автобусный маршрут № 8 «Автостанция „Восточная“ — 18-й проезд (посёлок Октябрьский)». Маршрут создан с целью транспортного соединения двух открывшихся 16 января 2021 года городских автостанции — «Северной» и «Восточной».
С 24 февраля 2021 года в Туле запущен новый городской муниципальный автобусный маршрут № 40 «Завод РТИ — деревня Бежка».

## Современное состояние
По состоянию на 2021 год действует 32 маршрута (1 летний), выпуск автобусов на городские маршруты составляет: по будням 118 единиц в час-пик, 84 единицы во внепиковое время и по выходным, 74 по праздникам, после 19:00 — 26 автобусов. Стоимость проезда с 1 марта 2021 года составляет 25 рублей по наличному расчёту (по банковской карте 21 рубль, а по карте тройка 19 рублей). Стоимость единого проездного билета составляет: для студентов — 500 рублей, для школьников — 350 рублей, для льготников и пенсионеров — 500 рублей, для населения — 1000 рублей. По состоянию на март 2021 года действовали маршруты: 1, 2, 3, 5, 7, 8, 11, 11а, 12, 13, 13а, 16, 18, 21, 21а, 23, 24, 25, 26, 27, 27а, 28, 36, 36а, 38, 39а, 40, 44, 52в, 71, 72, 175.